# Cyrtosia septentrionalis
Cyrtosia septentrionalis, es una especie de orquídea de hábitos terrestres. Se encuentra en el Este de Asia.

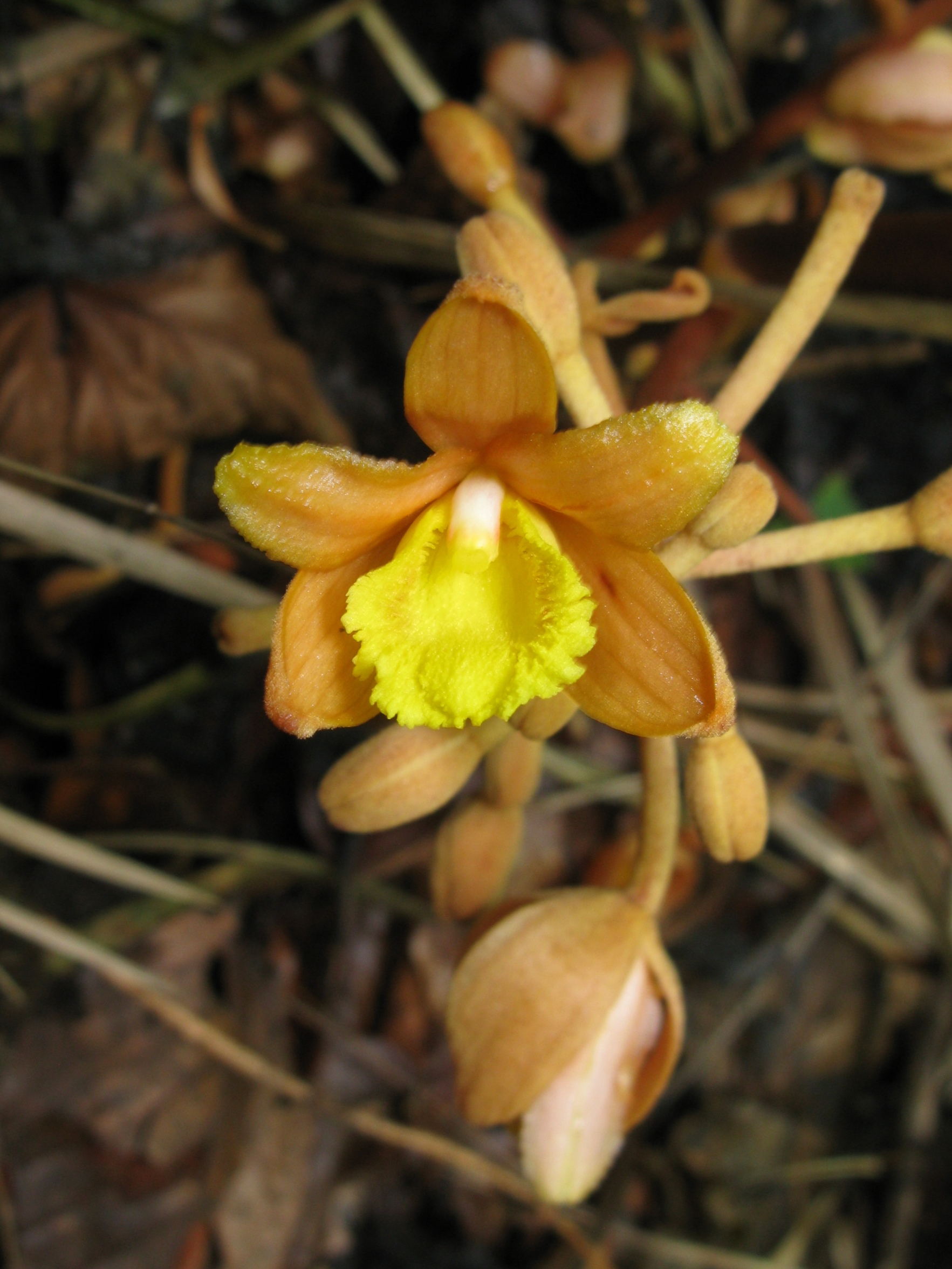
Detalle de la flor

## Descripción
Cyrtosia septentrionalis no tiene hojas ni produce clorofila ya que no realiza la fotosíntesis. Sus frutos son bayas rojas brillantes que son comidos por los animales pequeños y sus semillas desarrollan una corteza con el fin de pasar a través de sus tractos digestivos sin perder sus propiedades germinativas.

## Distribución y hábitat
Es originaria de Japón y Corea, a menudo habita en los humedales cerca de ríos y cascadas, sólo aparece cuando hay un montón de material en descomposición, ya que es una planta saprofita que vive en estrecha simbiosis con hongos micorrizas.

## Taxonomía
Cyrtosia septentrionalis fue descrita por (Rchb.f.) Garay y publicado en Botanical Museum Leaflets 30(4): 233, en el año 1986.
Sinonimia
- Galeola septentrionalis Rchb.f. basónimo[3]